# 伊拉斯謨·伯恩哈德·范杜爾門·克魯佩爾曼
伊拉斯謨·伯恩哈德·范杜爾門·克魯佩爾曼（Erasmus Bernhard van Dulmen Krumpelman，1897年8月25日—1987年6月21日），又名伊拉斯謨·伯恩哈德·馮杜爾門·克魯佩爾曼（Erasmus Bernhard von Dülmen Krumpelman），荷蘭畫家。1897年出生於德國巴特克羅伊茨納赫，不久後全家搬到了荷蘭阿姆斯特丹，1921年結婚後，他定居在荷蘭德倫特省。

## 繪畫風格
范杜爾門·克魯佩爾曼的繪畫風格主要為印象派，作品類別包括風景、城市景觀和肖像，其中以包括一系列河邊戲水兒童的人物畫作。